# Один манат
Один манат (азерб. Bir manat, туркм. Bir manat) — номинал банкнот и монет азербайджанского маната и туркменского маната.

## Банкноты

### Вышедшие из обращения
| Страна       | Изображение | Изображение | Размеры (мм) | Основной цвет    | Описание                                                   | Описание                                                          | Дата выпуска | Дата выхода из обращения |
| Страна       | Аверс       | Реверс      | Размеры (мм) | Основной цвет    | Аверс                                                      | Реверс                                                            | Дата выпуска | Дата выхода из обращения |
| ------------ | ----------- | ----------- | ------------ | ---------------- | ---------------------------------------------------------- | ----------------------------------------------------------------- | ------------ | ------------------------ |
| Азербайджан  |             |             | 125×63       | зелёный, розовый | Девичья башня                                              | Название Национального банка на фоне орнаментов                   | 1992         | 2005                     |
| Азербайджан  |             |             | 125×63       | синий, жёлтый    | Девичья башня                                              | Название Центрального банка на фоне орнаментов и номинал банкноты | 1993         | 2005                     |
| Туркменистан |             |             | 120×60       | красный, розовый | Здание Академии наук Туркменистана, национальное украшение | Мавзолей Иль-Арслана                                              | 1993         | 2009                     |

### Находящиеся в обращении
| Страна       | Изображение | Изображение | Размеры (мм) | Основной цвет      | Описание                                | Описание                                                       | Дата выпуска |
| Страна       | Аверс       | Реверс      | Размеры (мм) | Основной цвет      | Аверс                                   | Реверс                                                         | Дата выпуска |
| ------------ | ----------- | ----------- | ------------ | ------------------ | --------------------------------------- | -------------------------------------------------------------- | ------------ |
| Азербайджан  |             |             | 120×70       | серый              | Азербайджанские музыкальные инструменты | Карта Азербайджана на фоне орнаментов национальных окон-шебеке | 2005         |
| Азербайджан  |             | 2009, 2017  | 120×70       | серый              | Азербайджанские музыкальные инструменты | Карта Азербайджана на фоне орнаментов национальных окон-шебеке |              |
| Туркменистан |             |             | 120×60       | зелёный, оранжевый | портрет Тогрул-бека                     | Государственный культурный центр Туркменистана                 | 2009         |
| Туркменистан |             | 2012        | 120×60       | зелёный, оранжевый | портрет Тогрул-бека                     | Государственный культурный центр Туркменистана                 |              |
| Туркменистан |             | 2014        | 120×60       | зелёный, оранжевый | портрет Тогрул-бека                     | Государственный культурный центр Туркменистана                 |              |

## Монеты

### Стандартные монеты
Монеты в 1 манат выпущены в Туркменистане в 2010 году.
| Изображение | Номинал | Материал                          | Диаметр (мм) | Толщина (мм) | Масса (г) | Гурт                                      | Год выпуска |
| ----------- | ------- | --------------------------------- | ------------ | ------------ | --------- | ----------------------------------------- | ----------- |
|             | 1 манат | кольцо: латунь центр: медь+никель | 27           | 2,2          | 9,5       | рубчатый со звёздами и надписью BIR MANAT | 2010        |

### Памятные монеты Азербайджана
Монеты отчеканены из медно-никелевого сплава в качестве proof на Королевском монетном дворе Великобритании, выпущены в индивидуальных блистерах. Монеты с аналогичным дизайном, но других номиналов, были выпущены также из серебра и золота.
Аверс: герб и название государства, орнамент из 8-угольной звезды и полумесяца, номинал.
Реверс: сцена соответствующего вида спорта и надписи на азерб. I AVROPA OYUNLARI и англ. BAKU 2015 FIRST EUROPEAN GAMES — «Баку 2015 Первые Европейские игры».
Номинал: 1 манат. Масса: 28,28 г. Диаметр: 38,61 мм. Тираж: 1000 шт.
| 2015 |        | Борьба     |  | 2015 |                  | Прыжки в воду |
| 2015 |        | Гимнастика |  | 2015 | Стрельба из лука |               |
| 2015 | Гребля |            |  |      |                  |               |

### Памятные монеты Туркменистана
| 2010 | | 15 лет нейтралитета |
| 2010 | Аверс: позолоченный герб Туркменистана, название банка-эмитента, руб-аль-хизб, номинал монеты, масса и проба металла. Реверс: эмблема ООН, флаг Туркменистана, оливковая ветвь и позолоченное число «15» на фоне карты Туркменистана с отмеченной на ней столицей, надпись на туркм. TÜRKMENISTANYŇ HEMIŞELIK BITARAPLYGYNA, пять туркменских гёлей. Гурт рубчатый. Номинал: 1 манат. Масса: 28,28 г. Диаметр: 38,61 мм. Тираж: 250 шт. |                     |